# Сорокодубы (Хмельницкая область)
Сорокодубы (укр. Сорокодуби) — село в Хмельницком районе Хмельницкой области Украины.
Население по переписи 2001 года составляло 296 человек. Почтовый индекс — 31052. Телефонный код — 3855. Занимает площадь 0,901 км². Код КОАТУУ — 6822789206.

## Известные уроженцы
- Булаенко, Владимир Дмитриевич (1918—1944) — украинский советский поэт.

## Местная власть
31000, Хмельницкая обл., Хмельницкий р-н, г. Красилов, пл. Независимости, 2